# Arola
Arola byla značka osobních automobilů. Vyráběla, malé, jednomístné automobily, k jejichž řízení nebyl potřeba řidičský průkaz. V roce 1983 firma přešla pod Aixam Group.

## AROLA 20
Byl jednomístný a poháněný motorem o objemu 0,7l. Nebylo rychlé a bylo malé.